# Antodynerus somalicus
Antodynerus somalicus är en stekelart som beskrevs av Giordani Soika 1989. Antodynerus somalicus ingår i släktet Antodynerus och familjen Eumenidae. Inga underarter finns listade i Catalogue of Life.